# Colonna di Antonino Pio
La colonna di Antonino Pio era un'antica colonna monumentale situata nel Campo Marzio, a Roma. Oggi ne resta solo la base, conservata nei Musei Vaticani.

## Storia

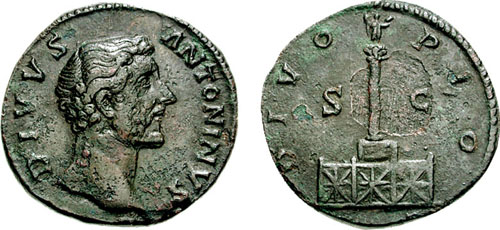
Moneta in cui è raffigurata la colonna di Antonino Pio con la sua statua sulla sommità.

### Costruzione
La colonna venne eretta tra il 161 e il 162 in onore dell'imperatore Antonino Pio e di sua moglie Faustina maggiore da parte degli imperatori Marco Aurelio e Lucio Vero. La zona scelta era quella dove si era svolto l'Ustrinum Antoninorum, cioè la cremazione del corpo dell'imperatore. La colonna era costituita da granito rosso egiziano, materiale utilizzato già al tempo dei faraoni per la costruzione degli obelischi. A differenza della precedente colonna di Traiano e della successiva colonna di Marco Aurelio, costruita pochi anni più tardi, questa colonna non possedeva decorazioni sulla superficie del fusto. Misurava 14,75 m in altezza e 1,90 in larghezza e sulla sua sommità era posta una statua di Antonino Pio, come mostrato in una moneta con l'effigie dell'imperatore. Era inoltre recintata da uno steccato o da una cancellata.
| Planimetria del Campo Marzio centrale |
| --- |
| Terme di Nerone Stadio di Domiziano Pantheon Basilica di Nettuno Terme di Agrippa Stagnum ? Odeon di Domiziano Insulae d'epoca adrianea Magazzini ? Magazzini ? Magazzini ? Saepta Iulia Diribitorium Porticus Divorum Aqua Virgo Arco di Claudio Porticus Vipsania Caserma della I coorte dei Vigiles Iseum Tempio di Minerva Calcidica Ara di Marte Via Flaminia Via Flaminia Tempio di Adriano Tempio di Matidia Teatro di Pompeo Templi di Largo Argentina Portico di Minucio Colonna di Marco Aurelio T. di M.Aurelio e Faustina (?) Arco di M.Aurelio (?) Colonna di Antonino Pio Ustrino di Faustina maggiore Ustrino di Faustina minore Via Recta Portico e tempio del Bonus Eventus Portico di Pompeo Arcus Novus Portico di Meleagro Portico degli Argonauti Piazza della Rotonda Villa Publica |

### Scoperta
I resti della colonna vennero riportati alla luce nel 1703, quando alcuni edifici nella zona di Montecitorio vennero rasi al suolo, e dissotterrati nel 1705 dal figlio di Carlo Fontana, Francesco. La colonna risultava rotta in più punti. Clemente XI avanzò l'idea di rialzarla, come testimoniato da Giuseppe Vasi in una descrizione delle sue stampe nel Libro II - Le Piazze principali con obelischi, colonne ed altri ornamenti, ma l'idea venne abbandonata poiché alcune parti erano andate perdute. I resti vennero temporaneamente accatastati vicino a palazzo Montecitorio.
Benedetto XIV avanzò anch'egli l'intenzione di esporre i resti della colonna. Nel 1741 diede ordine all'architetto Ferdinando Fuga di posizionare il basamento, riccamente decorato e restaurato tra il 1706 e il 1708 da Vincenzo Felici subito dopo la sua scoperta, al centro di piazza Montecitorio. Inoltre, sulla sua sommità si sarebbe dovuta erigere una statua. Nonostante gli sforzi il risultato non ottenne molti consensi. Nel 1759, durante il pontificato di Clemente XIII, i frammenti della colonna, depositati in alcuni capannoni, vennero danneggiati da un incendio. Un ulteriore tentativo di restauro venne eseguito pochi anni dopo, nel 1764, senza tuttavia dare i frutti sperati.
Fu Pio VI che nel 1789 decise di utilizzare quanto rimaneva della colonna per restaurare l'obelisco di Montecitorio, ritrovato nel 1748. Questa scelta venne effettuata poiché il granito rosso esiste solo in Egitto e non vi erano possibilità di importarlo, sia per questioni politiche che economiche.
Oggi ne rimangono solo la base (custodita nel cortile della Pinacoteca ai Musei Vaticani sin dal 1787 e soggetta già a forti restauri) e la terminazione, con la firma dell'architetto Eraclide e la data di estrazione dalla cava, il 106 d.C.

## Il basamento
La base è composta da un grande dado, con quattro facce sulle quali si trovano tre rilievi e un'iscrizione dedicatoria (CIL VI, 1004, CIL VI, 31223=ILS 347).

### Apoteosi di Antonino Pio e Faustina

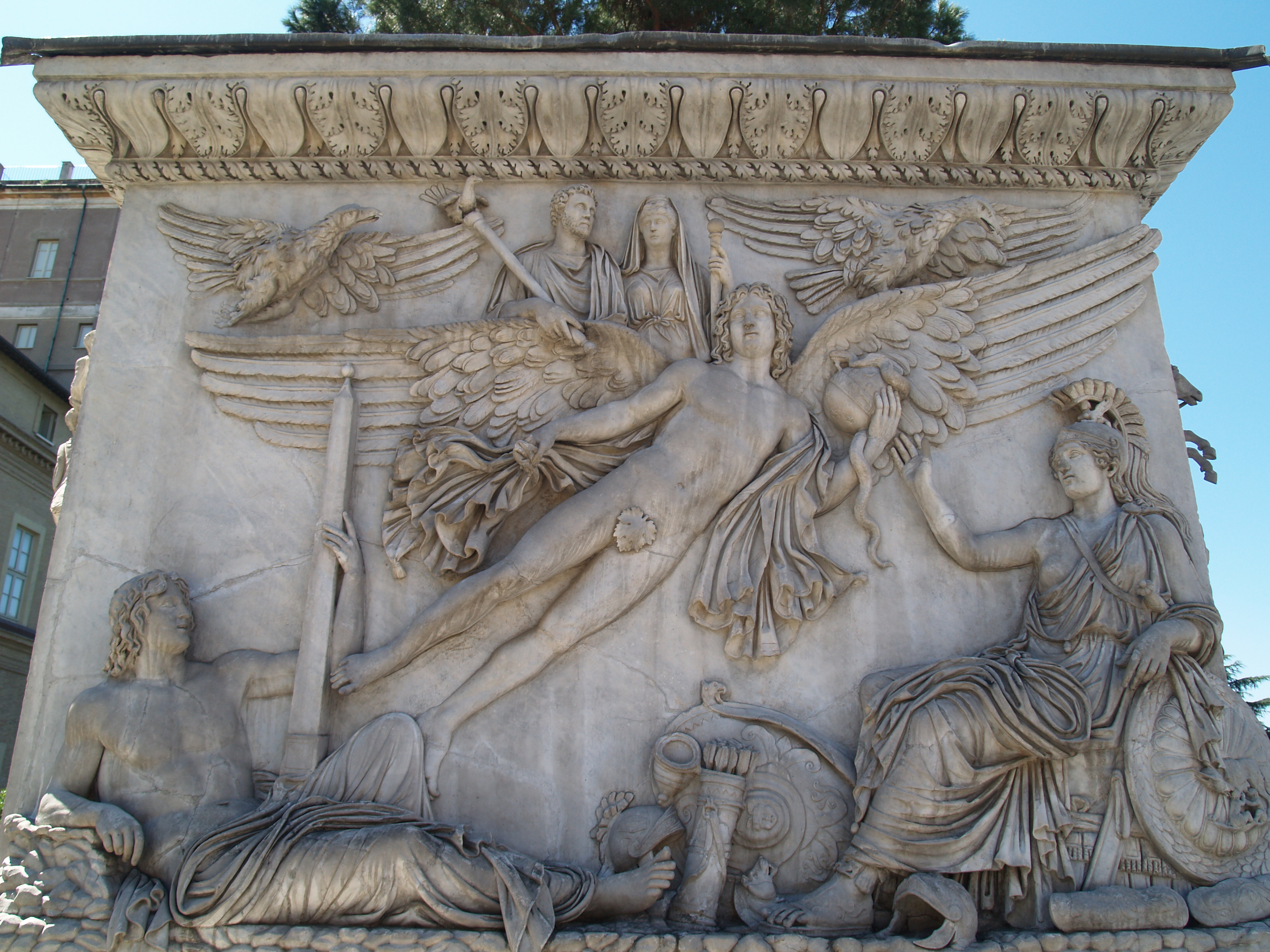
Apoteosi di Antonino e Faustina

Sul lato opposto è rappresentata l'apoteosi di Antonino Pio e di sua moglie Faustina mentre ascendono verso gli dei sorretti da un genio alato, Aion, simbolo dell'eternità. Il genio regge in mano i simboli del globo celeste e del serpente ed è affiancato da due aquile, che alludono all'apoteosi.
Ai due lati, in basso, assistono alla scena la dea Roma, in abito amazzonico e seduta presso una catasta di armi, e la personificazione del Campo Marzio, rappresentato come un giovane che sorregge l'obelisco importato da Augusto da Eliopoli ed utilizzato per la grandiosa meridiana del Campo Marzio.
L'impostazione del rilievo è tipica delle scene di apoteosi (si veda l'Apoteosi di Sabina in un rilievo dal cosiddetto arco di Portogallo), con la parte inferiore occupata da figure sedute o distese e quella centrale/superiore con una figura alata, che si innalza obliquamente recando in cielo i personaggi da deificare.
Il rilievo è improntato ad un classicismo piuttosto accademico, con figure isolate, e qualche durezza come nelle personificazioni in basso (Roma e il Campo Marzio) particolarmente fisse e statiche, quasi oggetti inanimati, derivate dal linguaggio caratteristico dell'allegoria, infarcito dai luoghi comuni della propaganda imperiale su schemi ellenizzanti. Nonostante ciò, proprio dal contrasto con le due figure inferiori, la figura alata arriva ad apparire più impetuosa, plastica, quasi come se se ne potesse avvertire il vibrante moto ascendente.
Piccoli ma significativi accorgimenti movimentano la scena: sporgono oltre gli orli l'ala sinistra del genio, lo scudo di Roma personificata e i lembi del panneggio della figura sdraiata. Essi sono indice di un nuovo modo di intendere la spazialità, che non è più legata al mero spazio del supporto.

### Decursio

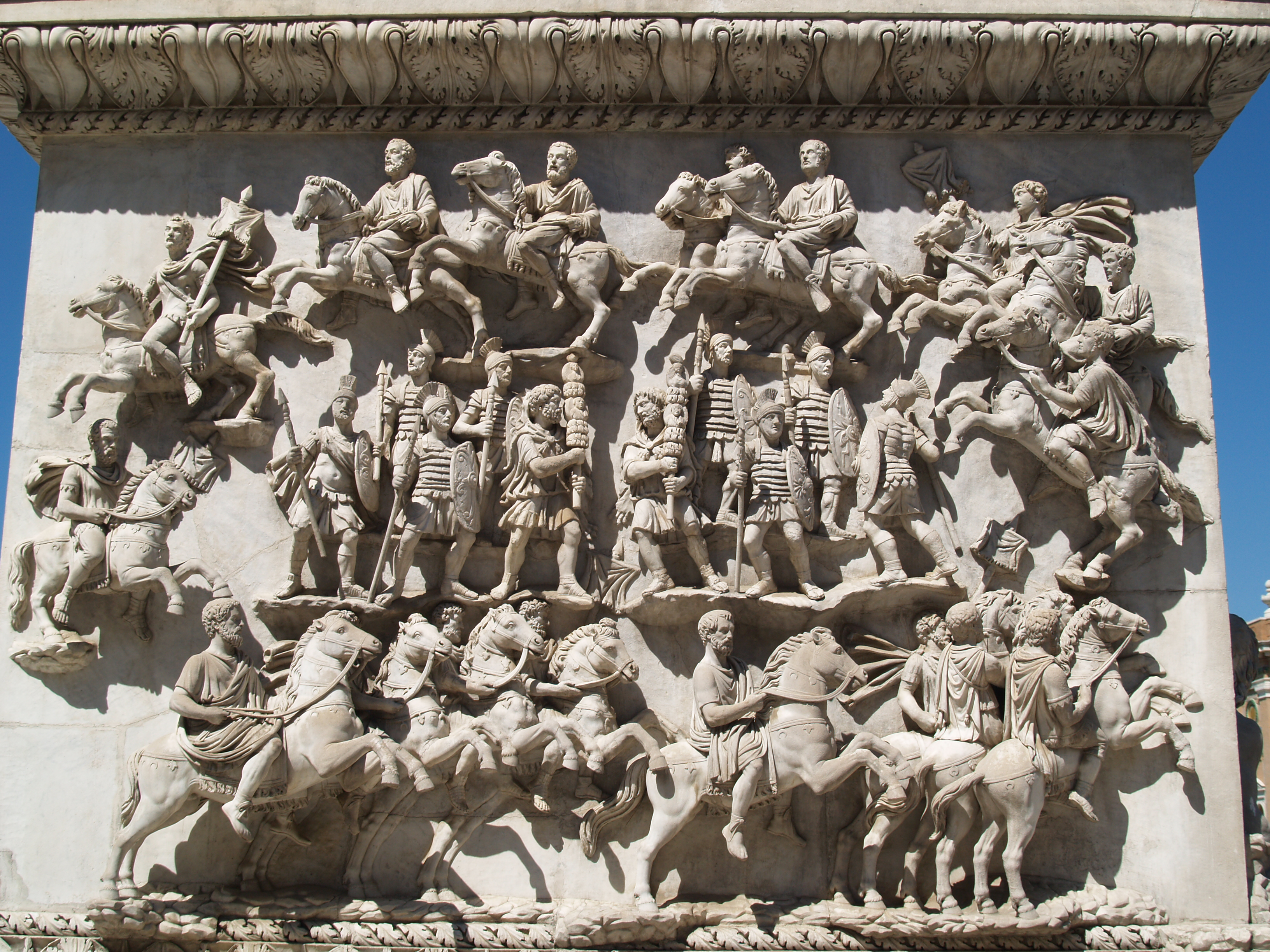
La decursio

Sui restanti due lati sono rappresentate due scene quasi identiche della duplice consecratio della coppia imperiale (una per Antonino e una per Faustina, come le doppie aquile). Vi sono raffigurati i membri del rango equestre intenti a celebrare il decursio o decursius, ovvero la giostra a cavallo durante la cerimonia funebre, coi relativi vessilliferi, all'esterno, e un gruppo di pretoriani all'interno.
Questo rito, che doveva aver avuto luogo attorno all'ustrino dove si era svolta la cerimonia di cremazione, si era svolta in due tempi (prima la processione a piedi, poi la giostra a cavallo), ma nella raffigurazione è usato l'espediente della contemporaneità, collocando una parata dentro l'altra. Un altro espediente convenzionale, mutuato dall'arte plebea e presente, per esempio, anche nella Colonna Traiana nella raffigurazione dei campi militari, è quello della prospettiva "a volo d'uccello", che permette di inquadrare l'intero moto circolare della giostra, con i cavalieri posti su due piani principali, in file di due o tre, poggianti su sottili lembi di terreno ad altezze diverse. La presenza di scorci è novità assoluta in un monumento ufficiale romano.
Rispetto alla scena dell'Apoteosi l'organizzazione spaziale è quindi ancora più originale ed è indice di come gli artisti ufficiali si muovessero con grande originalità soprattutto affrontando quei temi per i quali non esistevano schemi tradizionali a cui ispirarsi. Le figurette tozze, quasi a tutto tondo, si addensano entro un'ellissi centrale e spiccano sullo sfondo neutro, secondo una composizione così insolita che sembra una trascrizione in altorilievo dei bassorilievi della Colonna Traiana. Il netto contrasto tra sfondo levigato e l'animata scena forse non è altro che una derivazione, trasposta in una composizione d'insieme, del gusto adrianeo nell'accostamento tra superfici lisce (come le carni nei ritratti) e mosse pittoricamente (come nelle barbe, nei capelli...).